# Oberfreistuhl (Arnsberg)
Der Oberfreistuhl in Arnsberg war eine bedeutende spätmittelalterliche und frühneuzeitliche Gerichts- und Versammlungsstätte der Femegerichtsbarkeit. Durch die Arnsberger Reformation von 1437 kam es zu einer verbreiteten Kodifikation der Rechte und Zuständigkeiten der Femegerichte. Als Oberfreistuhl war das Gericht seit 1483 Berufungsinstanz für die übrigen Femegerichte.  

## Entwicklung
Erste Hinweise auf die Existenz eines entsprechenden Gerichts für die Grafschaft Arnsberg stammen von 1174. In einer Urkunde bestätigte der Freigraf Gevehardus Schenkungen an das neue Kloster Oelinghausen. Es scheint, dass es in der Frühzeit für das gesamte Gebiet bis hin nach Bilstein-Fredeburg und über Soest hinaus nur einen Freigrafen gab. Auch nach dem Übergang der Grafschaft Arnsberg an die Kölner Erzbischöfe 1368 hatte der Arnsberger Freistuhl keine größere Bedeutung. Vielmehr wurden die Freigrafschaft Heppen und die Freigrafschaft bei Balve aus dem Zuständigkeitsbereich herausgelöst.
Die Femegerichte profitierten 1371 von dem von Kaiser Karl IV. erlassenen Landfrieden für Westfalen. In engem Zusammenhang mit diesen wuchs die Bedeutung der Femegerichte an. Zeitweise erschienen Landfriede und Feme in Westfalen fast als identisch wegen der ähnlichen Verfahren und Strafen. 
Die Kölner Kurfürsten als Landesherren im Herzogtum Westfalen, mit einer Nebenresidenz in Arnsberg, begannen mit zunehmender Bedeutung Einfluss auf die Femegerichtsbarkeit zu nehmen. Ihnen gelang es bereits im 14. Jahrhundert, wichtige Kontrollrechte bei der Ernennung der Freigrafen (Richter) durchzusetzen. Schließlich wurden sie als Vertreter des Kaisers die obersten Stuhlherren des gesamten Femewesens. Seit 1422 hatten die Kurfürsten offiziell das Recht, die  Freigrafen zu allgemeinen Kapiteln (Zusammenkünfte) zusammenzurufen, um allgemeine Fragen zu klären und Problemfälle zu lösen. 
In dieser Zeit begann auch die Bedeutung des Arnsberger Freistuhls zu wachsen. Bereits 1420 hatte eine erste große Versammlung in Arnsberg stattgefunden, um einen Streitfall zu schlichten. Daran nahmen 15 Freigrafen aus verschiedenen Teilen Westfalens, 31 adelige Freischöffen, mehr als 200 Freischöffen anderer Stände sowie Vertreter von Städten teil. Eine weitere Versammlung fand 1426 statt, um die Frage zu klären, ob die Vorladung des Kurfürsten von Köln selbst vor einen Freistuhl Rechtens sei, was die Versammlung verneinte. Im Jahre 1428 reiste der als Dichter und Sänger bekannt gewordene Ritter Oswald von Wolkenstein von Südtirol bis nach Arnsberg, um einen Vetter wegen einer Pfandrückgabe zu verklagen. Das erste allgemeine Kapitel fand allerdings 1430 in Soest und danach in Dortmund statt.

## Die Arnsberger Reformation
Im Jahr 1437 fand die Versammlung dann wieder in Arnsberg statt. Für die Bedeutung der Versammlung spricht, dass Erzbischof Dietrich II. von Moers, sein Bruder Heinrich II. von Moers, Bischof von Münster, sowie eine Reihe von Grafen und Herren aus Westfalen anwesend waren. Dort wurden mit der sogenannten „Arnsberger Reformation“ die Rechte und die Institutionen der Freigerichte besser definiert. Zusammen mit anderen Arnsberger Weistümern bildete die in zahlreichen Abschriften vorhandene Arnsberger Reformation eine zentrale Rechtsquelle für die Femegerichte. Eine Abschrift ging auch an Kaiser Sigismund. Ob dieser die Reformation bestätigte ist nicht überliefert.
Von Kaiser Friedrich III. wurde die Reformation zunächst anerkannt. Er gebot 1440, die Arnsberger Reformation dem nächsten Reichstag vorzulegen. Später nahm er sich aber stärker den kritischen Stimmen gegenüber der Feme an. Seinem als "Frankfurter Reformation" von 1442 bezeichneten Versuch, die Vorgehensweise der Femegerichte in einem Landfriedensgesetz neu zu ordnen, war wenig Erfolg beschieden, da die betroffenen Gerichte seine Zuständigkeit bezweifelten. Der Kaiser bestimmte 1483, dass Kapiteltage der Freigerichte künftig nur noch am Arnsberger Freistuhl stattfinden dürften. Damit wurde eine bereits gängige Praxis festgeschrieben, da die jährlichen Treffen zwischen 1438 und 1463  sämtlich in Arnsberg stattgefunden hatten. 

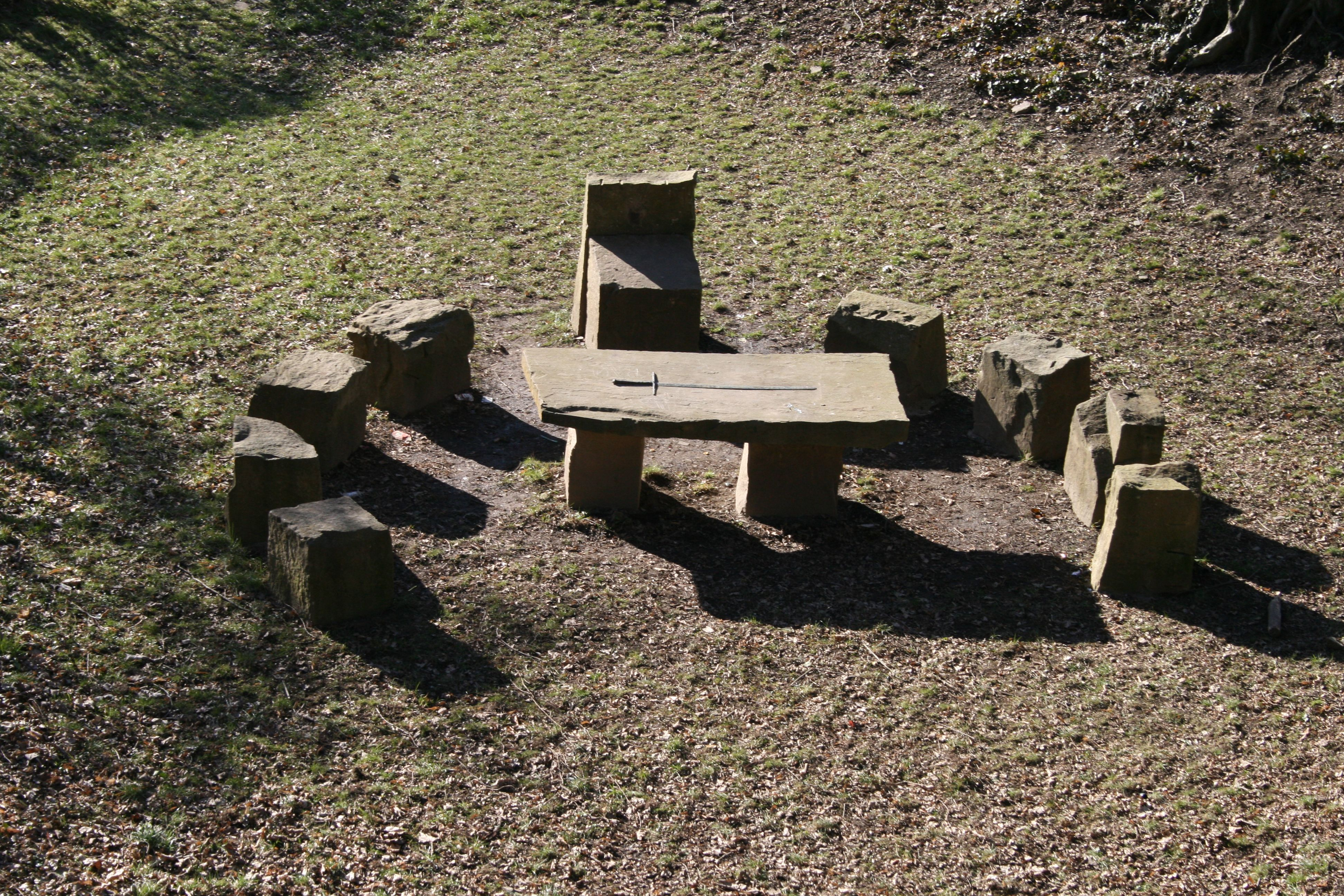
Oberfreistuhl in Arnsberg (2008)

Durch die Bedeutung der Kapitel und die von Arnsberg ausgehenden Rechtsquellen erlangte der Freistuhl eine überragende Bedeutung. Damit löste Arnsberg Dortmund ab. Bereits 1438 hatte der Reichstag von Nürnberg Berufungsinstanzen vorgeschlagen. Dazu kam es aber erst 1483, als der Arnsberger Freistuhl von Friedrich III. als oberer Freistuhl oder etwas später als Oberfemegericht zu Arnsberg bezeichnet wurde. Die Femegerichte hatten ihren Höhepunkt in den 1430er und 1440er Jahren. Das Arnsberger Gericht beanspruchte noch zur Zeit des Freigrafen Gerhard Struckelmann überregionale Bedeutung. Obwohl mit der Errichtung des Reichskammergerichts 1495 Bestrebungen zu einer Vereinheitlichung des Reichsrechts bestanden, konnten die westfälischen Femegerichte noch eine Zeitlang ihr Niveau halten. Ein zweites Generalkapitel fand in Arnsberg 1490 statt. Anwesend waren 21 Stuhlherren, 23 Freigrafen, hunderte Freischöffen und zahlreiche Freifrone sowie zehn Bürgermeister aus Städten des Herzogtums Westfalen. Verhandlungen dieser Art fanden noch bis zum Ende des 16. Jahrhunderts statt.

## Niedergang
Der Niedergang der Feme und damit auch des Oberfreistuhls hatte da schon längst eingesetzt, weil die Landesherren und das Reich konkurrierende Gerichte schufen. Die Zuständigkeit und Reichweite verringerte sich damit ständig. Das Ende des Oberfreistuhls in Arnsberg war endgültig mit dem Tod des letzten Oberfreigrafen Franz-Wilhelm Engelharts aus Werl gekommen. Dieser wurde 1783 zum Oberfreigrafen ernannt. Als solcher war er noch bis 1826 tätig. Er starb 1835. Das letzte Gericht fand am 19. August 1786 an der Femegerichtsstätte Kracht bei Allendorf statt.

## Denkmal
Der Gerichtsbereich unter freiem Himmel ist eine baumgesäumte Mulde in der Nähe der Oleypforte unterhalb des Arnsberger Schlosses. Der Bereich misst 18 × 35 m und enthält eine Nachbildung des Richtertisches. 
Der Gerichtsbereich wurde bereits 1819 auf Veranlassung von Friedrich Wilhelm IV. von den Erben eines früheren Burggrafen für den preußischen Staat erworben. Das Gelände wurde in der Folge mit der Auflage verpachtet, keinerlei Veränderungen daran vorzunehmen. Heute wird der Erhalt des Denkmals von der Stadt Arnsberg in Zusammenarbeit mit dem Arnsberger Heimatbund geleistet. Seit 1986 ist der Bereich in die Denkmalliste der Stadt Arnsberg aufgenommen.